# با آتش و شمشیر
«با آتش و شمشیر» (لهستانی: Ogniem i mieczem) یک کتاب داستان تاریخی از هنریک سینکیه‌ویچ نویسنده لهستانی است که در سال ۱۸۸۴ میلادی برای بار اول منتشر شد. این رمان بر تحریک احساس میهن پرستی و استقلال طلبی لهستانی‌ها تکیه بسیار دارد.